# Eccellenza Campania 1993-1994
L'Eccellenza Campania 1993-1994 è stata la terza edizione del campionato italiano di calcio di categoria. Gestita dal Comitato Regionale Campania della Lega Nazionale Dilettanti, la competizione rappresentava il sesto livello del calcio italiano e il primo livello regionale. Parteciparono complessivamente 32 squadre, divise in due gironi.
Il torneo ha visto la promozione al Campionato Nazionale Dilettanti di Boys Caivanese e Cavese, come vincitrici dei rispettivi gironi, e del Comprensorio Puteolano, vincitore dei play-off nazionali. A queste tre compagini si è aggiunto in un secondo momento il Pro Salerno, ammesso nel C.N.D. a completamento organici.

## Stagione

### Novità
Rispetto alla precedente stagione, il formato della competizione tornò a 32 squadre. Al termine del Campionato Nazionale Dilettanti retrocedette una sola squadra campana, il Campania, ma ad essa si aggiunse il Real Aversa, che non effettuando l'iscrizione al C.N.D., prese parte al campionato di Eccellenza Campania. Le promosse dal campionato di Promozione furono Junior Castelvolturno, Gragnano, Giovani Lauro e Castel San Giorgio, alle quali fecero seguito il ripescato Pro Salerno e il riammesso Casoria (che in estate aveva assunto la denominazione di Comprensorio Puteolano).

### Formula
Il campionato fu diviso in due gironi da sedici squadre ciascuno. I gironi furono stilati attraverso criteri geografici: nel girone A furono inserite compagini del di casertano e del napoletano; nel girone B parteciparono squadre delle provincie di Salerno e Avellino, più le rimanenti squadre del napoletano, sponda vesuviana.
Le squadre si affrontarono in gare di andata e ritorno, per un totale di 30 incontri per squadra. Erano assegnati due punti per la vittoria, uno per il pareggio e zero per la sconfitta. La formula del campionato prevedeva la promozione diretta al Campionato Nazionale Dilettanti per la vincitrice di ciascun girone, mentre il piazzamento in seconda posizione garantiva l'accesso ai play-off nazionali. Infine, era prevista la retrocessione in Promozione per le ultime tre classificate di ciascun girone.

## Girone A

### Squadre partecipanti
| Club                   | Città                         | Stagione 1992-1993           |
| ---------------------- | ----------------------------- | ---------------------------- |
| Afragolese             | Afragola (NA)                 | 11° in Eccellenza Campania/A |
| Boys Caivanese         | Caivano (NA)                  | 6° in Eccellenza Campania/A  |
| Campania               | Napoli                        | 17° nel C.N.D./H             |
| Comprensorio Puteolano | Pozzuoli (NA)                 | 14° in Eccellenza Campania/A |
| Ercolanese             | Ercolano (NA)                 | 9° in Eccellenza Campania/A  |
| Frattese Club          | Frattamaggiore (NA)           | 2° in Eccellenza Campania/A  |
| Giugliano              | Giugliano in Campania (NA)    | 8° in Eccellenza Campania/A  |
| Gladiator              | Santa Maria Capua Vetere (CE) | 13° in Eccellenza Campania/A |
| Gragnano               | Gragnano (NA)                 | 1° in Promozione Campania/B  |
| Junior Castelvolturno  | Castel Volturno (CE)          | 1° in Promozione Campania/A  |
| Melito                 | Melito di Napoli (NA)         | 5° in Eccellenza Campania/A  |
| Real Aversa            | Aversa (CE)                   | 12° nel C.N.D./H             |
| San Pietro             | Napoli                        | 10° in Eccellenza Campania/A |
| Sibilla Bacoli         | Bacoli (NA)                   | 12° in Eccellenza Campania/A |
| Sud Marcianise         | Marcianise (CE)               | 3° in Eccellenza Campania/A  |
| Terzigno               | Terzigno (NA)                 | 6° in Eccellenza Campania/B  |

### Classifica finale
|            | Pos. | Squadra                | Pt | G  | V  | N  | P  | GF | GS | DR  |
| ---------- | ---- | ---------------------- | -- | -- | -- | -- | -- | -- | -- | --- |
| Promossa   | 1.   | Boys Caivanese         | 49 | 30 | 21 | 7  | 2  | 50 | 15 | +35 |
| Promossa   | 2.   | Comprensorio Puteolano | 48 | 30 | 19 | 10 | 1  | 57 | 25 | +32 |
|            | 3.   | Frattese Club          | 41 | 30 | 16 | 9  | 5  | 38 | 16 | +22 |
|            | 4.   | Sud Marcianise         | 39 | 30 | 15 | 9  | 6  | 46 | 23 | +23 |
|            | 5.   | Terzigno               | 35 | 30 | 14 | 7  | 9  | 39 | 23 | +16 |
|            | 6.   | Melito                 | 34 | 30 | 13 | 8  | 9  | 34 | 30 | +4  |
|            | 7.   | Giugliano              | 30 | 30 | 11 | 8  | 11 | 30 | 31 | -1  |
|            | 8.   | Ercolanese             | 27 | 30 | 11 | 5  | 14 | 36 | 39 | -3  |
|            | 9.   | Afragolese             | 26 | 30 | 8  | 10 | 12 | 28 | 30 | -2  |
|            | 10.  | Gragnano               | 25 | 30 | 8  | 9  | 13 | 32 | 35 | -3  |
|            | 11.  | San Pietro             | 25 | 30 | 7  | 11 | 12 | 21 | 27 | -6  |
|            | 12.  | Campania               | 24 | 30 | 6  | 12 | 12 | 44 | 59 | -15 |
|            | 13.  | Sibilla Bacoli         | 24 | 30 | 8  | 8  | 14 | 27 | 43 | -16 |
| Retrocessa | 14.  | Junior Castelvolturno  | 23 | 30 | 8  | 7  | 15 | 19 | 32 | -13 |
| Retrocessa | 15.  | Gladiator              | 21 | 30 | 6  | 9  | 15 | 23 | 39 | -16 |
| Retrocessa | 16.  | Real Aversa            | 9  | 30 | 2  | 5  | 23 | 10 | 77 | -67 |

Legenda:

      Promosse al Campionato Nazionale Dilettanti 1994-1995.

      Retrocesse in Promozione 1994-1995.

Note:

Due punti a vittoria, uno a pareggio, zero a sconfitta.

### Verdetti
- Boys Caivanese e, dopo i play-off nazionali, Comprensorio Puteolano promossi al Campionato Nazionale Dilettanti.
- Junior Castelvolturno e Gladiator retrocessi in Promozione.
- Real Aversa inizialmente retrocesso in Promozione, viene successivamente iscritto in Prima Categoria.

## Girone B

### Squadre partecipanti
| Club                   | Città                    | Stagione 1992-1993           |
| ---------------------- | ------------------------ | ---------------------------- |
| Angri                  | Angri (SA)               | 12° in Eccellenza Campania/B |
| Ariano Valle Ufita     | Ariano Irpino (AV)       | 7° in Eccellenza Campania/B  |
| Boscoreale             | Boscoreale (NA)          | 7° in Eccellenza Campania/A  |
| Boscotrecase           | Boscotrecase (NA)        | 4° in Eccellenza Campania/A  |
| Castel San Giorgio     | Castel San Giorgio (SA)  | 1° in Promozione Campania/D  |
| Cavese                 | Cava de' Tirreni (SA)    | 3° in Eccellenza Campania/B  |
| Felice Scandone        | Montella (AV)            | 10° in Eccellenza Campania/B |
| Gelbison               | Vallo della Lucania (SA) | 9° in Eccellenza Campania/B  |
| Giovani Lauro          | Cardito (NA)             | 1° in Promozione Campania/C  |
| Grotta                 | Grottaminarda (AV)       | 2° in Eccellenza Campania/B  |
| Libertas Alfaterna     | Nocera Inferiore (SA)    | 5° in Eccellenza Campania/B  |
| Maiori                 | Maiori (SA)              | 14° in Eccellenza Campania/B |
| Poseidon               | Paestum (SA)             | 4° in Eccellenza Campania/B  |
| Pro Salerno            | Salerno                  | 2° in Promozione Campania/D  |
| Sapri Golfo Policastro | Sapri (SA)               | 13° in Eccellenza Campania/B |
| Solofra                | Solofra (AV)             | 8° in Eccellenza Campania/B  |

### Classifica finale
|            | Pos. | Squadra                | Pt | G  | V  | N  | P  | GF | GS | DR  |
| ---------- | ---- | ---------------------- | -- | -- | -- | -- | -- | -- | -- | --- |
| Promossa   | 1.   | Cavese                 | 53 | 30 | 25 | 5  | 0  | 66 | 11 | +55 |
| Promossa   | 2.   | Pro Salerno            | 45 | 30 | 16 | 13 | 1  | 51 | 13 | +38 |
|            | 3.   | Giovani Lauro          | 40 | 30 | 13 | 14 | 3  | 35 | 20 | +15 |
|            | 4.   | Grotta                 | 36 | 30 | 13 | 10 | 7  | 35 | 20 | +15 |
|            | 5.   | Solofra                | 29 | 30 | 9  | 11 | 10 | 24 | 29 | -5  |
|            | 6.   | Ariano Valle Ufita     | 27 | 30 | 7  | 13 | 10 | 30 | 28 | +2  |
|            | 7.   | Libertas Alfaterna     | 27 | 30 | 8  | 11 | 11 | 32 | 38 | -6  |
|            | 8.   | Boscoreale             | 26 | 30 | 10 | 6  | 14 | 35 | 35 | 0   |
|            | 9.   | Castel San Giorgio     | 26 | 30 | 8  | 10 | 12 | 24 | 29 | -5  |
|            | 10.  | Angri                  | 26 | 30 | 10 | 6  | 14 | 25 | 35 | -10 |
|            | 11.  | Boscotrecase           | 26 | 30 | 10 | 6  | 14 | 33 | 46 | -13 |
|            | 12.  | Gelbison               | 25 | 30 | 8  | 9  | 13 | 21 | 36 | -15 |
|            | 13.  | Poseidon               | 25 | 30 | 7  | 11 | 12 | 26 | 47 | -21 |
| Retrocessa | 14.  | Maiori                 | 24 | 30 | 5  | 15 | 10 | 19 | 29 | -10 |
| Retrocessa | 15.  | Sapri Golfo Policastro | 24 | 30 | 7  | 11 | 12 | 25 | 38 | -13 |
| Retrocessa | 16.  | Felice Scandone        | 17 | 30 | 5  | 7  | 18 | 23 | 50 | -27 |

Legenda:

      Promosse al Campionato Nazionale Dilettanti 1994-1995.

      Retrocesse in Promozione 1994-1995.

Note:

Due punti a vittoria, uno a pareggio, zero a sconfitta.
- Cavese penalizzata di 2 punti.
- Maiori penalizzato di 1 punto.
- Sapri Golfo Policastro penalizzato di 1 punto.

### Verdetti
- Cavese e, dopo il ripescaggio, Pro Salerno promossi al Campionato Nazionale Dilettanti.
- Maiori, Sapri Golfo Policastro e Felice Scandone retrocessi in Promozione.